# Пасош Туниса
Пасош Туниса је јавна путна исправа која се држављанину Туниса издаје за путовање и боравак у иностранству, као и за повратак у земљу. За време боравка у иностранству, путна исправа служи њеном имаоцу за доказивање идентитета и као доказ о држављанству.

## Језици
Пасош је исписан енглеским, француским и арапским језиком као и личне информације носиоца.

### Страница са идентификационим подацима
- Тип ('' за пасош)
- Код државе
- Серијски број пасоша
- Презиме и име носиоца пасоша
- Држављанство
- Датум рођења (ДД. ММ. ГГГГ)
- Пол ( за мушкарце или Ž / F за жене)
- Место и држава рођења
- Пребивалиште
- Издат од (назив полицијске управе која је издала документ)
- Датум издавања (ДД. ММ. ГГГГ)
- Датум истека (ДД. ММ. ГГГГ)
- Потпис и фотографију носиоца пасоша